# Marcantonio Trivisan
Marcantonio Trivisan, también expuesto como Trevisan o Trivisano (Venecia, c. 1475 – Venecia, 31 de mayo de 1554),  político italiano que ejerció como 80.º dux de Venecia, entre 1553 y 1554.

## Biografía
Hijo del matrimonio entre Domenico Trevisan y Suordamor Marcello, su familia era conocida en Venecia por el fanatismo religioso. Marcantonio nunca se casó, probablemente, como decían algunas fuentes de la época, para no pecar. Durante su vida política ocupó numerosos cargos en los que se mostró a sí mismo por su honestidad y rectitud moral; esto le permitió ser bien considerado a pesar del extremismo religioso.
Inesperadamente, dada la presencia de potentes competidores para el cargo, fue elegido dux de Venecia el 4 de junio de 1553, como sucesor de Francesco Donato. Durante su breve etapa, trató de limitar las fiestas (como el Carnaval) y las frivolidades en favor de una espiritualidad renovada y una mayor comunión con los dictados sagrados, pero esto le hizo impopular ante la plebe, lo que le llevó al aislamiento del pueblo. 
Gravemente enfermo, murió el 31 de mayo de 1554, tras un mandato de menos de un año. Fue sucedido por Francesco Venier.